# ワニノ・ホルムスク鉄道連絡船

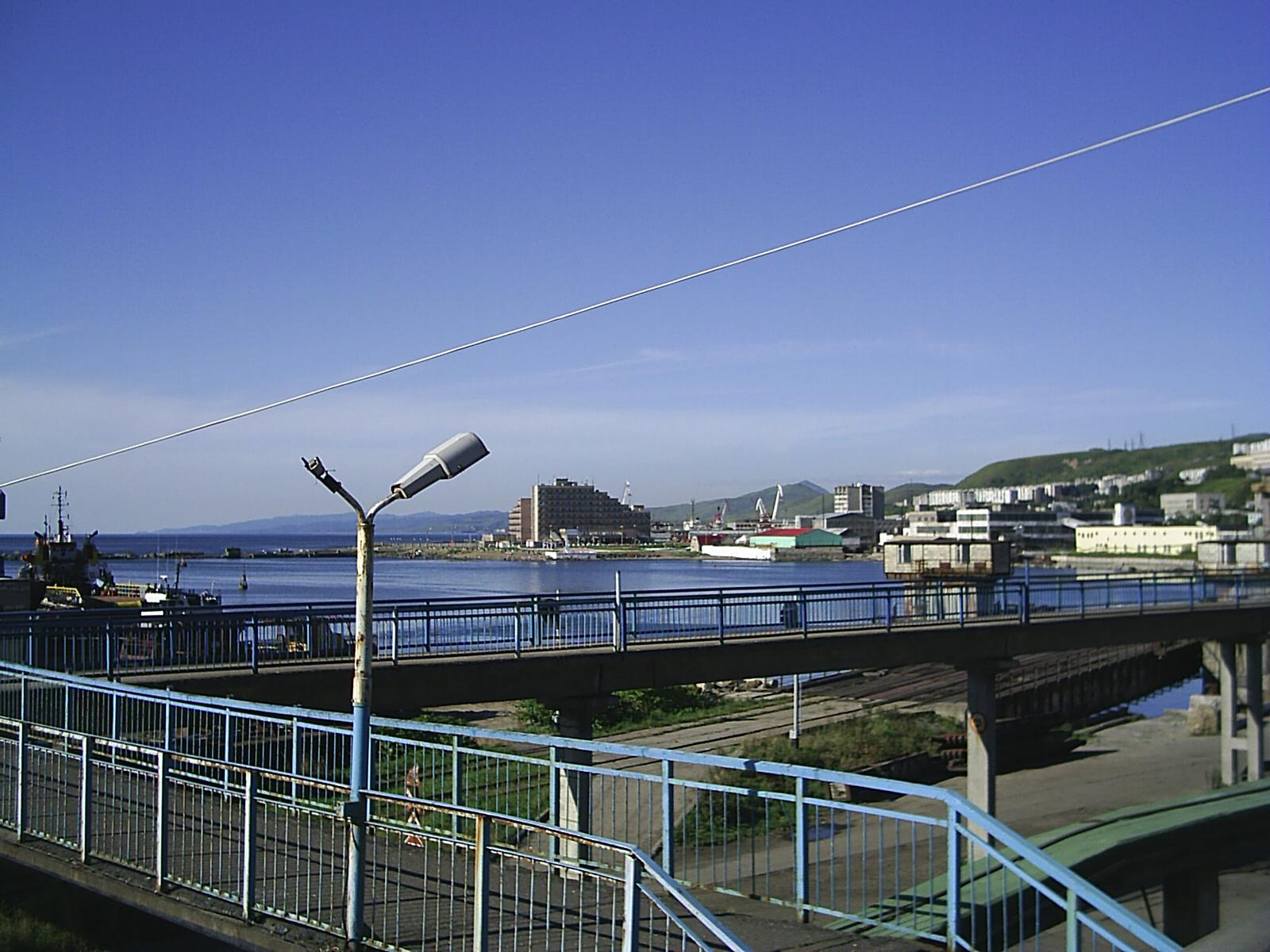
サハリン側のホルムスク港

ワニノ・ホルムスク鉄道連絡船（ロシア語: Паромная переправа Ванино — Холмск、英語: Ferry line Vanino-Kholmsk）とは、ロシア連邦において運航されている貨客兼用の鉄道連絡船である。間宮海峡を経由してハバロフスク地方のワニノとサハリン州のホルムスク（真岡）の間の260kmを結ぶ。

## 歴史
スターリン時代の1950年にサハリントンネルの建設が開始された。しかし、1953年のスターリンの死後間もなく建設は中止された。その後も鉄道連絡船の構想自体は消える事なく、1962年4月にはユジノサハリンスクで極東地域の生産力向上に関する会議が開催され、再び議題に上った。1964年9月3日にはソ連共産党中央委員会で「サハリン州における生産力向上を促進する戦略」が承認され、その中にワニノ - ホルムスク間の鉄道連絡船開設が盛り込まれていた。 
ホルムスク港の波止場は252 mの長さで建設され、15ヘクタールの海が埋め立てられた。ホルムスク港の陸上設備と水上設備の建設には4年の年月を要した。
1973年4月12日には蒸気砕氷船「サハリン1号」がバルト海から自力回送され、 同年6月27日にワニノ - ホルムスク間の鉄道連絡船に就航した。ワニノで行われた就航式には海軍大臣のチモフェイ・グジェンコ、共産党ハバロフスク地方第一書記のチョールヌィ・クレメンチェヴィッチ、共産党サハリン州第一書記のパヴェル・レオノフが出席した。フェリーの就航はサハリン州、そして極東全体の交通・経済の発展を新たな段階に進めた。1980年代までの間は8隻体制で運航した。
ペレストロイカおよびソビエト連邦の崩壊に伴う1990年代の経済危機はフェリーの運航にも影響を与え、物流も不安定になった。発送の遅れや運賃の不払い、運休などが問題になった。

## 最近の動向

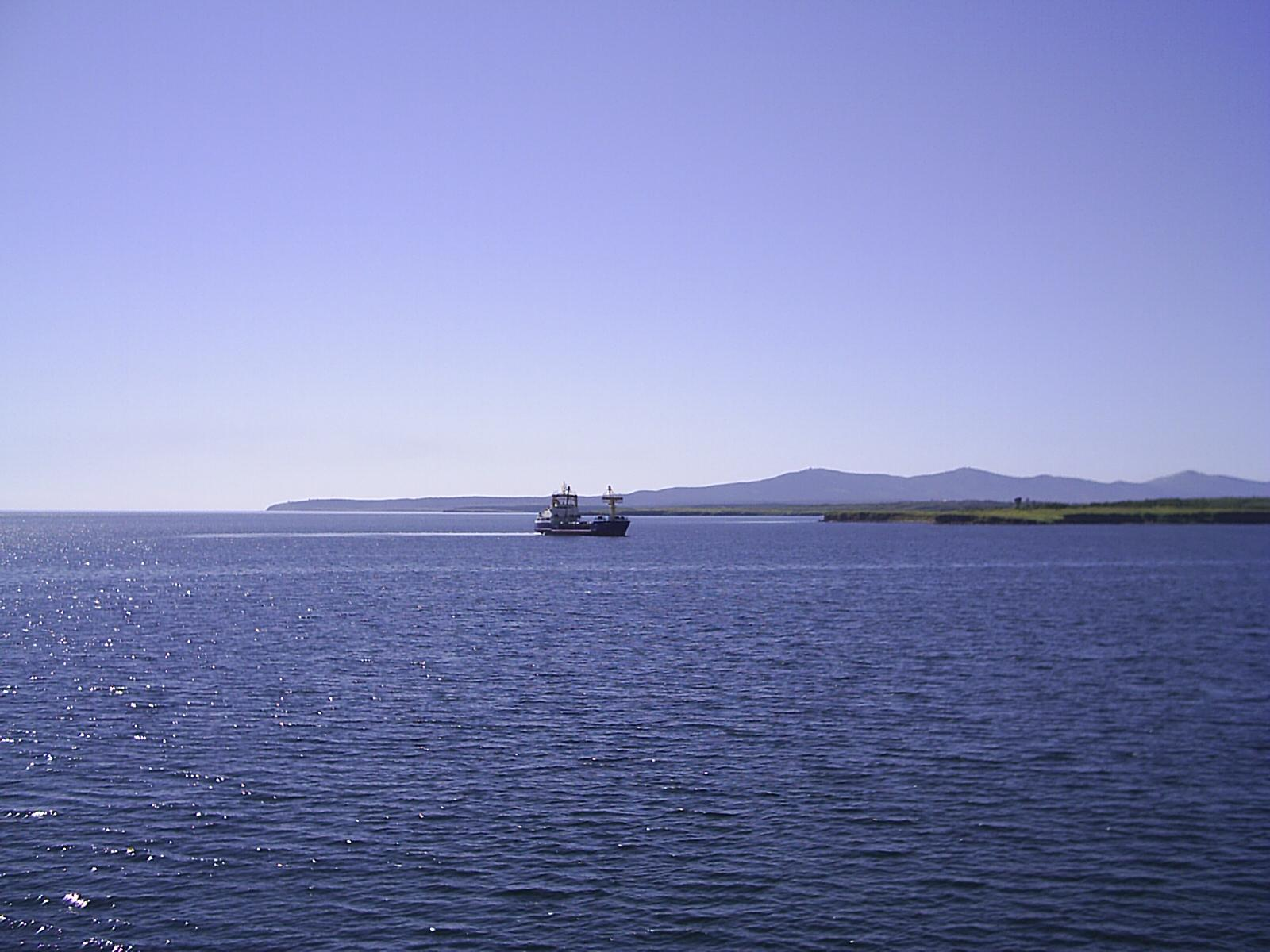
間宮海峡の風景

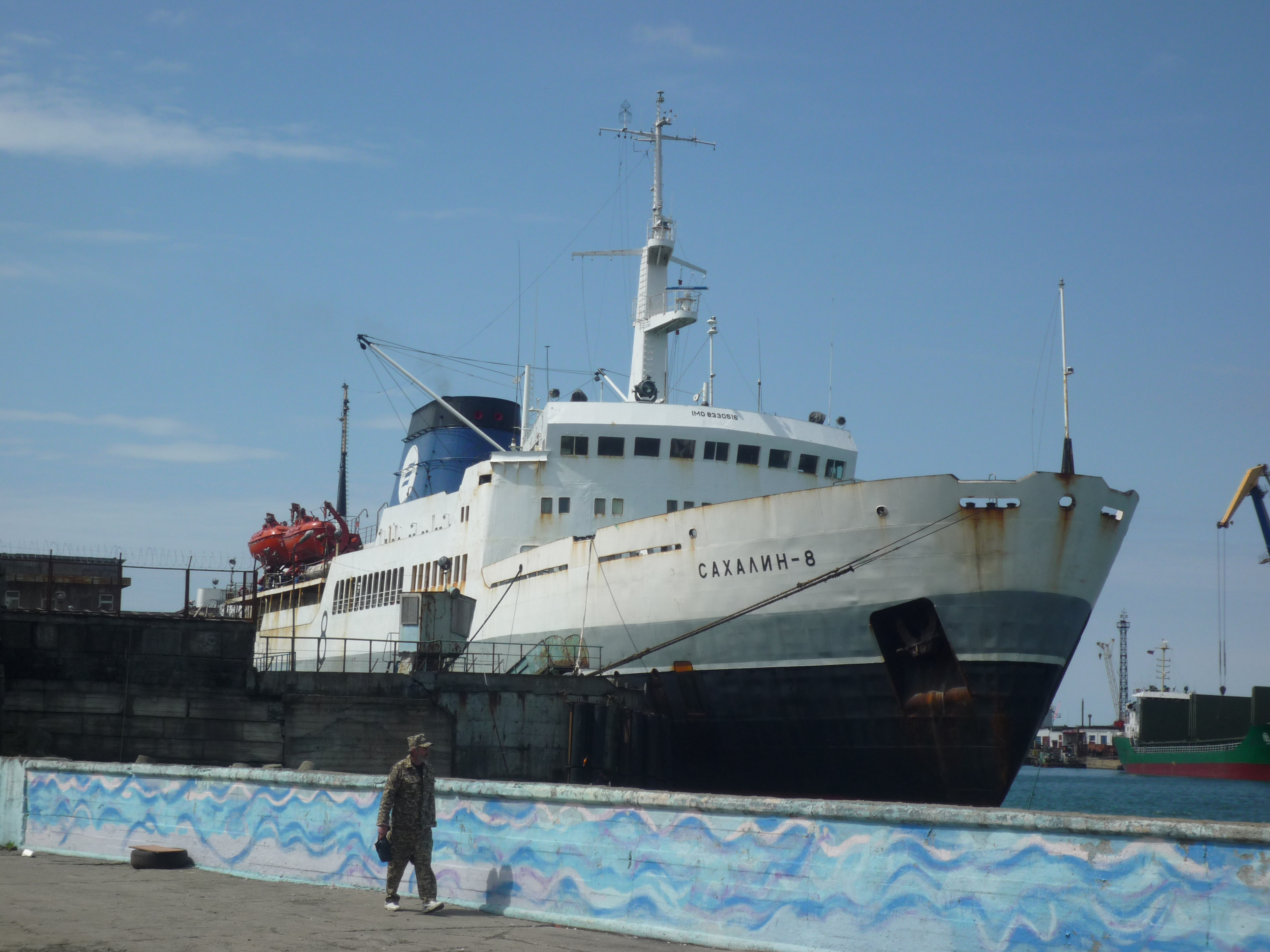
ホルムスク港に停泊中のサハリン8号

連絡船は極寒地向けの特殊な船舶で運行されており、10隻の「サハリン号」はソ連時代にカリーニングラードの沿バルト海造船工場「ヤンターリ」で製造された。サハリン1号 - 5号は既にリサイクルされ、6号はウクライナに売却されて黒海で運航されている。
現在ではSASCO社によってサハリン7号 - 10号の4隻体制で運航されている。いずれの船舶も28輌の鉄道車両と37輌のトラックを1度に運搬可能である。それに加えて危険物を輸送する10号以外は100人の乗客を収容可能である。旅客輸送は8号と9号で行われている。平均所要時間は、通常時：11 - 12時間、悪天候時：16 - 18時間であるが、実際には21時間以上要する場合もある。
船舶に直接鉄道車両を載せることが可能な事から、ロシア鉄道のネットワークの一部を形成している。これにより港湾での貨物の取り扱いの手間を省き、時間短縮や輸送量増加、安全性確保に貢献している。特筆すべき事として、サハリンの連絡船では旅客の自家用車の輸送は行われていないので注意が必要である。
年間330万トンの貨物を輸送する輸送力を有し、2009年の輸送量は140万トンであった。本土からサハリンへは日用品や旅客を、逆にサハリンから本土へは魚製品、紙・パルプ、他工業製品などを輸送している。出帆と接岸の時間は道路状況と気候条件によって判断される。そのため、道路事情が悪い場合は旅客の事情に関係なく旅客輸送も中止されることがある。
船舶の老朽化 (最も新しい「サハリン10号」は1992年製造）により、サハリンの船舶会社は輸送の締切遵守と輸送環境の近代化を行うための投資調査を行った。38台の自動車を収容可能な二階建ての第二世代の船舶を建造するという内容である。

## その他
日本統治時代に建設され、ユジノサハリンスク（豊原）とホルムスク（真岡）を結んでいた旧豊真線は宝台ループ線区間のトンネルでの崩落事故発生を理由に廃止された。そのため、ユジノサハリンスク - ホルムスク間の移動はバスを利用するのが一般的である。鉄道自体はアルセンチェフカ（真縫）経由でユジノサハリンスクと接続するルート（真久線）が存在するものの、遠回りかつダイヤも極めて不便であるため旅客利用は一般的ではない。また、連絡船が発着するホルムスク港の埠頭はホルムスク・ソルチローヴォチヌイ駅 （Холмск-Сортировочный、旧手井駅）にあり、ホルムスク＝ユージヌイ駅 （Холмск-Южный、旧真岡駅）ではない。